# Leptochilus subtarsatellus
Leptochilus subtarsatellus är en stekelart som beskrevs av Gusenleitner 2002. Leptochilus subtarsatellus ingår i släktet Leptochilus och familjen Eumenidae. Inga underarter finns listade i Catalogue of Life.